# Fabronia victoriae
Fabronia victoriae là một loài Rêu trong họ Fabroniaceae. Loài này được Dixon mô tả khoa học đầu tiên năm 1920.